# Международный стандартный музыкальный номер
Международный стандартный музыкальный номер или ISMN (англ. International Standard Music Number) — стандарт десятизначной буквенно-цифровой идентификации музыкальных изданий. Стандарт разработан ISO (номер стандарта ISO 10957).
Международная стандартная нумерация музыкальных изданий осуществляется под руководством Международного агентства ISMN(англ. International ISMN Agency). Международное агентство ISMN централизованно предоставляет номера ISMN национальным агентствам ISMN стран-участников системы ISMN. В Российской Федерации функции национального агентства ISMN в 2007 году возложены на Российскую книжную палату.
ISMN составляется из четырёх блоков, разделённых дефисами:
- префикс M (необходим в целях отличия от ISBN),
- идентификатор издателя,
- идентификатор конкретного издания,
- одна контрольная цифра.

Нотному изданию могут быть присвоены оба кода, как ISMN, так и ISBN. В отличие от ISBN, в стандарт ISMN не заложено разделение издателей по странам.
Расчёт контрольной цифры производится по следующему алгоритму. Каждый знак в коде ISMN умножается на его вес. Веса знака — чередующиеся 3 и 1. Префикс M всегда имеет вес 3, следующий знак — вес 1, следующий — вес 3, и так далее. Префиксу М присвоено цифровое значение 3. Цифровые значения умножаются на соответствующие веса знаков, затем полученные значения складываются. Полученная сумма делится на 10 и от получившегося частного берётся целая часть. Она и будет являться контрольной цифрой.
Например, для ISMN-кода M-060-11561 расчёт контрольной цифры будет таким:
```
3xM + 1x0 + 3x6 + 1x0 + 3x1 + 1x1 + 3x5 + 1x6 + 3x1 =
 9  +  0  +  18 +  0  +  3  +  1  +  15 +  6  +  3  =  55
```

Поскольку {\displaystyle 55\mod 10=5}, контрольная цифра — 5, а полный ISMN-код для данного издания: M-060-11561-5.